# Britannia Bridge
De Britannia Bridge is een brug over de Menaistraat tussen het vasteland van Wales en het eiland Anglesey. De brug is oorspronkelijk gebouwd als een spoorwegbrug door Robert Stephenson. In 1970 is de oorspronkelijke brug grotendeels door brand verwoest. De brug is toen herbouwd als een combinatie van een vakwerkbrug en een boogbrug, waarbij gebruik werd gemaakt van de oorspronkelijke pijlers. Sindsdien is het een gecombineerde spoorweg- en verkeersbrug.

## Ontwerp en bouw
De Menai Suspension Bridge was in 1826 de eerste vaste oeververbinding tussen Anglesey en het vasteland van Groot-Brittannië. Vanwege de toenemende populariteit van de trein werd ook een spoorverbinding tussen het Britse vasteland en het eiland Anglesey en de havenstad Holyhead gepland. Eerst werd overwogen om de spoorverbinding aan te leggen over de bestaande brug. Deze hangbrug was echter door zijn flexibiliteit niet geschikt voor een spoorweg, waarvoor een veel stijvere constructie vereist is. Op advies van de gevierde uitvinder George Stephenson werd besloten tot de bouw van een aparte spoorbrug. Stephensons zoon Robert mocht in 1845 als chief engineer het ontwerp en de bouw ter hand nemen.

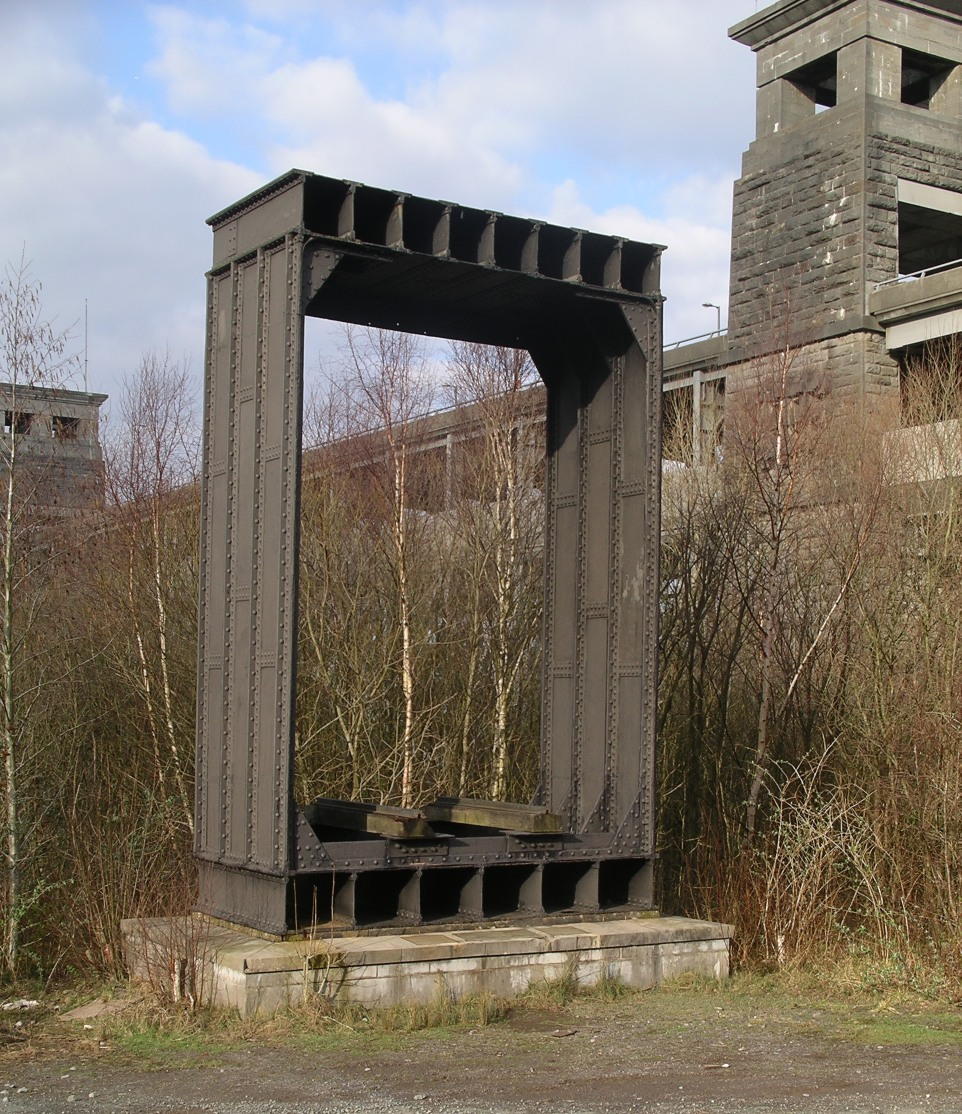
Een bewaard gebleven deel van de oorspronkelijke brug. De koker is 9,2 meter hoog.

De bijzondere vorm van de nieuwe brug is ingegeven door een eis die de Britse admiraliteit stelde: de doorvaarthoogte moest over bijna de volle breedte minstens 100 voet (30,5 meter) bedragen. Een boogbrug, op dat moment de meest gebruikte constructie voor spoorbruggen, zou bijzonder hoog moeten zijn om aan deze eis te voldoen. Een hangbrug of tuibrug, die makkelijker een vrije doorvaart biedt, was niet geschikt voor spoorwegen. Een oplossing zou zijn om een hang- of tuibrug te bouwen met zeer stijve liggers. De oplossing die Robert Stephenson koos, mede op advies van William Fairbairn, was om een liggerbrug te maken, dus om de liggers zo stijf te maken dat een ophanging overbodig was. Dit was een zeer gewaagde oplossing: de langste bestaande (stijve) ijzeren overspanning op dat moment, de Southwark Bridge in Londen, had een lengte van 240 voet (73m). Het principe van de brug is hetzelfde als dat van de eenvoudige balkbrug. Echter, om de enorm lange overspanningen mogelijk te maken, en sterk genoeg om zware treinen te dragen, was een uitgekiende metaalconstructie nodig die uit meerdere grote en kleine kokers bestond en die hoger was dan de treinen zelf. Er werd dan ook gekozen voor een constructie waar de treinen dóórheen reden, en niet, zoals bij een moderne liggerbrug, eroverheen. Fairbairn was mede verantwoordelijk voor het ontwerp van deze ijzeren kokers. Het ontwerp werd getest met een schaalmodel van 23 meter lengte. 
De bouw van de brug begon in 1846. De pijlers (torens) werden gebouwd van een harde soort kalksteen die op Anglesey gewonnen werd. Het metselwerk aan de binnenkant was van een zachtere soort zandsteen. De middelste pijler werd gebouwd op een bestaande rots, die alleen bij eb boven water kwam. De smeedijzeren liggers werden op de kust gebouwd, naar hun plaats gevaren en opgetakeld. Bij de bouw werden ze opzettelijk iets krom gemaakt (in het midden ongeveer 10 cm hoger dan aan de uiteinden) zodat ze, eenmaal aan de uiteinden opgehangen, precies recht zouden zijn. De dikte van de beplating varieerde van 3/8 tot 3/4 inch. De verschillende onderdelen van de liggers werden met klinknagels verbonden; de brug als geheel bevatte er zo'n twee miljoen. Er werkten tot zo'n 1500 arbeiders tegelijk aan de bouw. Ongeveer 500 van hen woonden met hun gezinnen in tijdelijke houten verblijven dicht bij de brug. 
De toegangen tot de brug werden versierd met standbeelden van leeuwen, gemaakt van grote stukken kalksteen.
De brug werd geopend in 1850.

## Brand in 1970

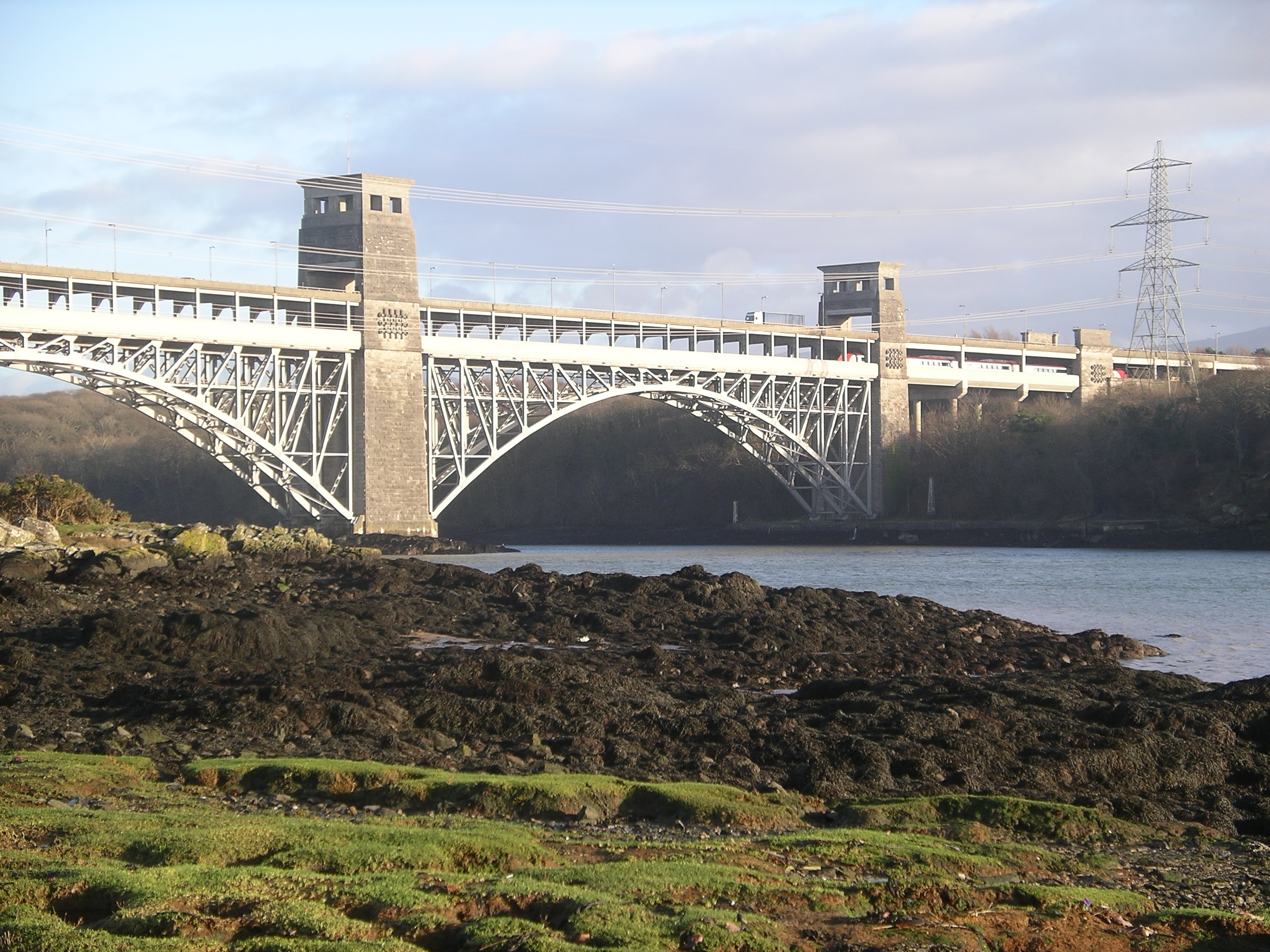
De huidige Britannia Bridge

Op 23 mei 1970 werd de brug ernstig beschadigd toen spelende kinderen een brandende fakkel lieten vallen in een van de kokers van de brug, die met teer bedekte houten plafonds hadden. Hoewel de brug overeind bleef heeft de brand die toen ontstond de structuur van de overspanning ernstig aangetast. De brug werd daarom afgebroken en opnieuw opgebouwd. In plaats van de oorspronkelijke kokers, die bijzonder veel ijzer vereisen, werd gekozen voor een combinatie van een boog- en vakwerkconstructie. De pijlers werden gerestaureerd. Behalve een spoorlijn werd nu ook een enkelbaans weg op de brug aangelegd, boven de spoorlijn. In 1980 werd de brug heropend.

## Soortgelijke bruggen
Vanwege het grote materiaalgebruik van een brugconstructie met (hoge) kokers werd dit ontwerp niet vaak toegepast. Zuinigere constructies zoals vakwerkbruggen en boogbruggen namen de overhand. In zijn moderne vorm is de kokerbrug een constructie waarbij de kokers relatief laag zijn en het wegdek ondersteunen. Bruggen die volgens hetzelfde model als de Britannia Bridge zijn gebouwd zijn de Conwy Railway Bridge uit 1849 en de Victoria Bridge in Montréal (Canada) uit 1860. De oorspronkelijke Victoria Bridge is in 1898 vervangen door een vakwerkconstructie.
Een constructie die lijkt op die van de Britannia en Conwy bruggen is de trogbrug, waarbij het wegdek aan de onderkant van de liggers is bevestigd in plaats van erbovenop zoals bij een gewone liggerbrug. Het verkeer rijdt dan tussen de liggers door.

## Belang
De haven van Holyhead, die dicht bij Dublin gelegen is, speelde vanouds een belangrijke rol in het verkeer tussen Engeland en Ierland. Via de Britannia en Conwy bruggen kreeg deze haven een rechtstreekse spoorwegverbinding met Londen. Illustratief voor het belang hiervan is het feit dat de route voor de post tussen Londen en Dublin vanaf 1850 weer via Holyhead ging lopen. In 1839 was de haven deze positie kwijtgeraakt ten gunste van Liverpool, dat weliswaar tweemaal zo ver verwijderd is van Dublin, maar wel al sinds 1837 via de West Coast Main Line een rechtstreekse spoorverbinding met Londen had.